# Arrête ou je continue
Pour plus de détails, voir Fiche technique et Distribution.
Arrête ou je continue est un film français réalisé par Sophie Fillières sorti en 2014.

## Synopsis
Un couple de longue date se questionne sur son devenir ensemble et la nature de leur relation qui ne fonctionne plus, devenue le nœud de malentendus, de rejets, d'attentes informulées, de frustrations, d'incommunications, de jalousies dont on ne sait si elles sont fondées ou pas. Lors d'une coutumière balade en forêt, elle refuse de continuer et décide de rester dans la forêt pour tenter de se retrouver elle-même.

## Fiche technique
- Titre : Arrête ou je continue
- Réalisation : Sophie Fillières
- Scénario : Sophie Fillières
- Musique : Christophe
- Photographie : Emmanuelle Collinot
- Son : Henri Maïkoff
- Décors : Emmanuel de Chauvigny
- Costumes : Carole Gérard
- Production : Martine Marignac, Christian Lambert et Maurice Tinchant
- Sociétés de production : Pierre Grise Productions et Rhône-Alpes Cinéma, en association avec les SOFICA Cinémage 8 et Cofinova 10
- Société de distribution : Les Films du losange
- Pays de production :  France
- Format : couleur — 35 mm[réf. nécessaire] — 1,85:1 — son Dolby Digital
- Genre : comédie dramatique[1]
- Durée : 102 minutes
- Dates de sortie :
  - Allemagne : février 2014 (Berlinale)
  - France : 5 mars 2014

## Distribution
- Emmanuelle Devos : Pomme
- Mathieu Amalric : Pierre
- Anne Brochet : Sonja
- Joséphine de La Baume : Mellie
- Julia Roy : Simone
- Elisa Ruschke : la fille Marouani
- Laurent Poitrenaux : M. Marouani
- Nelson Delapalme : Romain
- David Clark : John
- Anthony Paliotti : « la mort »
- Jean-Claude Bolle-Reddat : le garde forestier

## Projet et réalisation
Le projet du film est lié pour Sophie Fillières à sa volonté de réaliser un film sur les rapports de couple, thème récurrent de son travail, et de tourner à nouveau avec Emmanuelle Devos — actrice qu'elle apprécie particulièrement et qui fut son interprète dans Gentille en 2005 ainsi que dans Aïe en 2001. De plus, elle souhaite « revisiter » le lien d'un couple emblématique du cinéma français formé par Emmanuelle Devos et Mathieu Amalric, notamment à travers plus de vingt années de films pour Arnaud Desplechin depuis La Sentinelle (1991) et surtout Comment je me suis disputé... (ma vie sexuelle) (1996) qui marqua la première de leurs sept associations en tant que couple au cinéma. Le tournage de Arrête ou je continue a débuté le 22 avril 2013 à Lyon  dans la Loire (à Saint-Pierre-la-Palud) et le Rhône (à Craponne, Pollionnay, La Tour-de-Salvagny) pour se terminer fin mai,,.

## Présentation festivalière et sorties nationales
Le film est présenté en février 2014 lors de la Berlinale 2014 en sélection officielle dans la section « Panorama ». Sa sortie généralisée sur grand écran se fait le 5 mars 2014 en France.